# Traeuy Sla
Traeuy Sla es una comuna (khum) del distrito de S'ang, en la provincia de Kandal, Camboya. En marzo de 2008 tenía una población estimada de 18 013 habitantes.
Se encuentra ubicada al sur del país, en la llanura central camboyana, a escasa distancia del río Mekong, de Nom Pen —la capital del país— y de la frontera con Vietnam.